# Carmagnola (canto)
La carmagnola (in francese La Carmagnole) è un canto ed una danza che riscosse una grande popolarità durante la Rivoluzione francese. 
Il canto, di autore anonimo, fu composto nel 1792 in concomitanza con la creazione della Convenzione Nazionale, l'arresto di Luigi XVI e poco prima dell'avvento del Regime del Terrore. Il testo irride Luigi XVI e Maria Antonietta che vengono indicati con i soprannomi di Monsieur Véto e Madam' Véto (Signore e signora veto).
La forma musicale di questo canto francese è originaria del Piemonte: si ritiene che derivi da un'antica danza omonima probabilmente nata a Carmagnola. La canzone venne introdotta in Francia dalle truppe rivoluzionarie di ritorno dall'Italia, diffondendosi dapprima nella regione di Marsiglia e successivamente a Parigi dove La Carmagnole divenne l'inno dei sanculotti. Ebbe una grande popolarità anche in Italia: ne è una prova indiretta il fatto che a Napoli i seguaci dei Borboni composero il canto dei Sanfedisti come risposta polemica alla Carmagnola.
Questo canto popolare divenne un'icona del periodo rivoluzionario: viene eseguito dal coro nel terzo atto dell'opera lirica Andrea Chénier (1896) di Umberto Giordano ed è menzionato in alcuni romanzi ambientati durante la rivoluzione francese come Racconto di due città (1859) di Charles Dickens e il quarto libro (La primula inafferrabile, 1908) del ciclo La primula rossa di Emmuska Orczy.
In uno sceneggiato della Rai (Luisa Sanfelice, 1966) sulla vita di Luisa Sanfelice - nella versione romanzata da Alexandre Dumas - fu curata una traduzione in italiano.

## Esecuzione della Carmagnola sanculotta

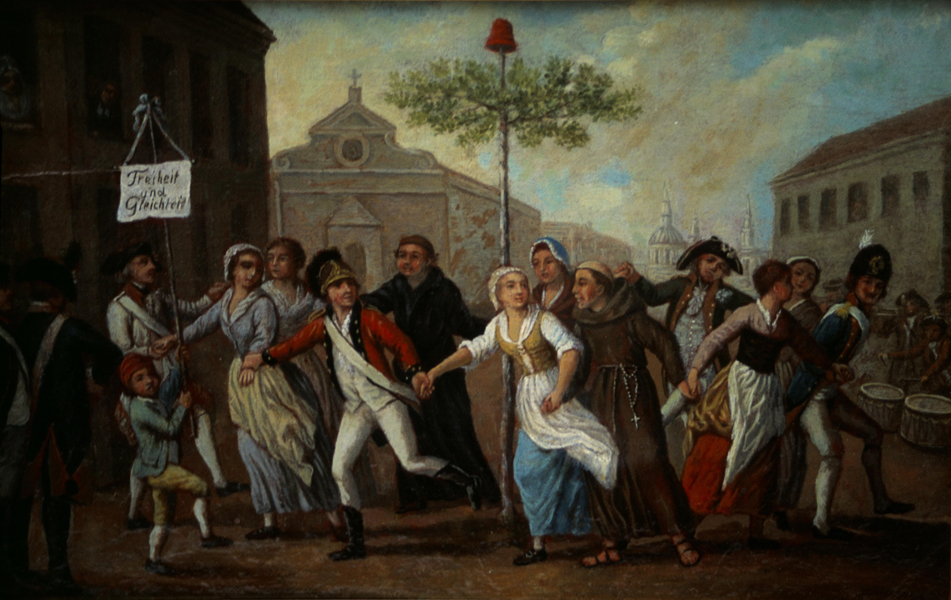
Dei tedeschi danzano in cerchio intorno all'albero della libertà (dipinto di anonimo, 1792 ca.)

Dopo che i partecipanti si sono disposti in cerchio attorno all'albero della libertà, mantenendo una distanza tra loro di circa un metro e alternandosi tra maschi e femmine, alle prime battute musicali uniscono le mani a formare un girotondo e si muovono con due passi laterali a sinistra e uno a destra, intercalati da due saltelli sul posto.
All'inizio della seconda strofa i partecipanti convergono insieme al centro, allo scopo di afferrare uno dei nastri che penzolano dal palo, quindi si riportano nella posizione primigenia del circolo ampio, tutti ad una stessa distanza, misurata dalla lunghezza del nastro.
Per ogni strofa e ritornello è prevista questa sequenza di movimenti, sempre tenendo in mano il nastro.
- Due saltelli sul posto
- Due passi laterali verso sinistra
- Due saltelli sul posto
- Un passo laterale verso destra
- Due saltelli sul posto
- Due passi laterali verso sinistra
- Due saltelli sul posto
- Un passo laterale verso destra
- Due saltelli sul posto
- Gli uomini si spostano di due posizioni verso destra e le donne di due posizioni verso sinistra, ricordando che gli uomini fanno passare sotto il proprio nastro la donna alla destra e passano invece sotto il nastro della donna successiva.

All'ultima strofa i partecipanti convergono al centro per rilasciare i nastri e tornano a formare un cerchio largo tenendosi per mano.